# Anathelges hyptius
Anathelges hyptius là một loài chân đều trong họ Bopyridae. Loài này được Thompson miêu tả khoa học năm 1902.